# Bodegón con libros
Bodegón con libros (en neerlandés: Stilleven met boeken) es una pintura al óleo sobre tabla del artista neerlandés Jan Lievens compuesta c. 1627–1628. La pintura es un ejemplo del género vanitas neerlandés y un ejemplo del realismo neerlandés. La pintura era de propiedad privada hasta que fue comprada por el Rijksmuseum en 1963. Durante muchos años los expertos pensaron que era obra de Rembrandt.
El bodegón incluye libros mayores, una jarra de peltre y un plato de peltre. También hay un bollo de pan, un vaso Berkemeyer, dos globos terráqueos, una paleta y un estuche de laúd. Los artículos usados y desgastados aparecen en la parte posterior de la imagen y se contrastan con el pan fresco y otros artículos nuevos en primer plano.

## Historia
Bodegón con libros fue de propiedad privada hasta el siglo XX. El Rijksmuseum de Amsterdam compró la pintura y ha estado en su colección desde 1963. El artista neerlandés Jan Lievens completó la pintura c. 1627–1628. Se pensaba que varias de las primeras obras de Lievens (incluida Bodegón con libros) eran obra del maestro pintor neerlandés Rembrandt. Lievens y Rembrandt compartieron un estudio, que puede ser la forma en que se atribuyó la pintura a Rembrandt. La mayoría de los expertos ahora atribuyen el trabajo a Lievens. Las radiografías han revelado que el pichel que aparece en la pintura fue pintado sobre un libro incompleto. Los objetos que aparecen a la izquierda se agregaron más tarde.

### Procedencia
La pintura era de propiedad privada en Inglaterra. Luego apareció en un marchante de arte, Basil Wheeler. Luego fue vendido a P. Potter por Montpellier Galleries en Londres. El 28 de abril de 1960, el comerciante de arte Han Jüngeling de La Haya adquirió la pintura. De 1960 a 1963 fue cedida al Museo de Dordrechts. En 1963, el Rijksmuseum compró la pintura. Se exhibió en el Museo de Arte de Milwaukee del 6 de febrero de 2009 al 26 de abril de 2009 para una exposición titulada «Fuera de la sombra de Rembrandt».

## Descripción

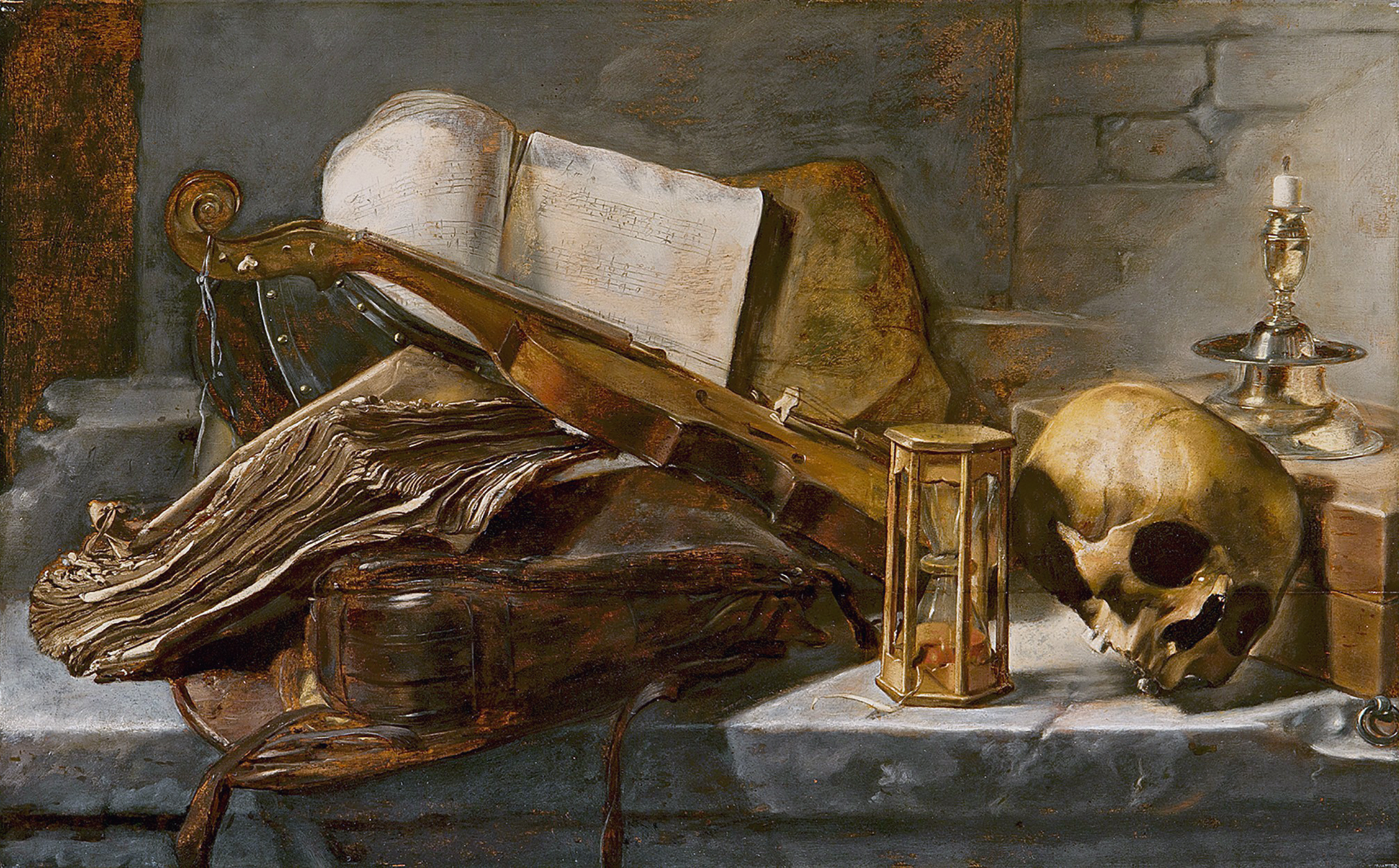
Bodegón de vanitas, atribuido a Lievens (Museum de Fundatie, Zwolle)

Bodegón con libros es un óleo sobre tabla, con unas dimensiones de 91 cm (36 pulgadas) × 120 cm (47 en). Es al estilo de las pinturas españolas de vanitas. La idea de este estilo de pintura era mostrar que las posesiones y la riqueza son fugaces y no significan nada cuando uno se enfrenta a la muerte. El género vanitas involucra temas que incluyen símbolos que representan la mortalidad o la naturaleza perecedera de las cosas materiales. El estilo se puede ver en las pinturas de bodegones neerlandeses del siglo XVII.
En la imagen hay un estuche de laúd, que se asemeja a un laúd. Las imágenes de los libros muestran las encuadernaciones y tienen tapas blandas de cuero o pergamino. Estos libros se utilizan principalmente para llevar documentos o facturas. Los libros se representan como encuadernaciones vacías sin sustancia. Todos los artículos en la imagen parecen ser cosas viejas y descartadas. En la imagen hay una jarra de peltre y un plato de peltre con panecillo. Hay dos globos y justo encima del estuche del laúd en la pared hay una paleta.
El historiador de arte holandés Pieter J. J. van Thiel afirmó que el estuche del laúd es el elemento más extraño incluido en la pintura. La pintura está bien iluminada con luz que se desvanece hacia la parte posterior. Señaló que muchas pinturas de bodegones tienen laúdes, pero nunca tienen un estuche de laúd. Describió los libros que se muestran de manera prominente en la pintura, diciendo que las encuadernaciones de los libros mayores no son ordinarias y que casi nunca aparecen en una pintura del siglo XVII. Varios libros de contabilidad de la pintura tienen encuadernaciones blandas sin estructura, pero dos tienen una encuadernación con soportes atados a lo largo del lomo. El libro mayor en la parte inferior con soportes atados se ha deteriorado.
La pintura se sometió a una complicada radiografía. Después de estudiar las radiografías, Van Thiel también cree que el panecillo, el vaso, la jarra y el plato se agregaron después de que se completó la pintura. Van Thiel afirma que se asumió que la adición de los elementos fue obra de otro pintor. Recientemente, algunas autoridades creen que estos elementos se agregaron como «inspiración tardía» del artista. La conclusión es que Van Thiel no sabe si los elementos adicionales fueron pintados más tarde o si fue un «método de trabajo poco característico adoptado por el artista».
En 1627, Lievens también pintó una obra similar titulada Bodegón de Vanitas. En la pintura usó una calavera, un violín, una vela apagada y un reloj de arena, aparentemente para ilustrar la mortalidad. La pintura también se atribuyó a Rembrandt durante muchos años hasta que un examen realizado por expertos en el Rijksmuseum en 2014 determinó que era obra de Lievens.

## Recepción
En el libro Crowning Glories Netherlandish Realism and the French Imagination during the Reign of Louis XIV, Harriet Stone calificó la pintura de «compleja y ricamente inconsistente». Escribiendo para The New York Review of Books, Benjamin Moser afirmó que la pintura es una «obra grande y engañosamente simple». Escribiendo para Financial Times, Jackie Wullschläger se refirió a la pintura como «vanitas de encuadernaciones de cuero y papeles viejos arrugados ... y meticuloso realismo neerlandés». En el libro Still Life Paintings from the Netherlands, 1550-1720, los autores dijeron que «toda la obra tiene un carácter impulsivo».
Van Thiel dijo que el significado de la pintura está abierto a debate. Aunque la pintura fue considerada como una vanitas, Alan Chong (Museo de Arte Currier) y Wouter Kloek (excurador del Rijksmuseum) han dicho que no hay símbolos obvios de vanitas, como una calavera o un reloj de arena. El historiador de arte Arthur K. Wheelock Jr. vio el pan como una referencia inequívoca a la Eucaristía. Van Thiel ha atribuido un nuevo significado a la pintura: afirmó que los libros de contabilidad no son en realidad libros, sino archivos. A diferencia de la mayoría de los libros académicos, los archivos contienen información práctica como registros. Los libros de contabilidad aparecen ocasionalmente en las pinturas de bodegones, pero nunca se destacan de manera tan prominente como el foco principal de una pintura. La característica principal de las encuadernaciones del libro mayor puede ser demostrar su «estado ruinoso». Encuadernaciones como las de la pintura han aparecido en imágenes de cambistas, abogados y recaudadores de impuestos. Los libros de contabilidad degradados pueden representar a personas degeneradas y los libros de contabilidad contrastan con «La jarra impecable, la copa reluciente de vino blanco y el panecillo blanco fresco». Esos artículos frescos y relucientes pueden representar lo opuesto a la corrupción, o pueden representar la religión: el vino y el pan simbolizan a Dios para los cristianos. Van Thiel calificó la composición de ingeniosa; acoplar los elementos positivos con los negativos. Concluyó su análisis crítico observando que no hay texto o inscripción que acompañe a la pintura, y eso deja a los individuos atribuir su propio significado a los elementos de la pintura.